# Adolf Maennchen

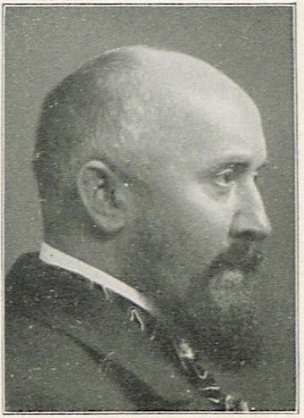
Adolf Maennchen, um 1902

Theodor Gustav Alwin Adolf Maennchen (* 7. September 1860 in Rudolstadt, Fürstentum Schwarzburg-Rudolstadt; † 30. März 1920 in Düsseldorf) war ein deutscher Genre- und Landschaftsmaler sowie Hochschullehrer.

## Leben
Adolf Maennchen wurde 1860 in Rudolstadt geboren als Sohn des Gerbermeisters Carl Maennchen und dessen Ehefrau Emilie Maennchen geb. Güntsche. Der Maler Albert Maennchen war sein jüngerer Bruder.
Nach einer Lehre zum Dekorationsmaler war er zunächst von 1878 bis 1883 in diesem Beruf auf Wanderschaft in Deutschland und Österreich, unterbrochen von Besuchen der Kunstgewerbeschule Dresden (1878–1879) und der Abendklassen der Unterrichtsanstalt des Kunstgewerbemuseums Berlin (1880–1883). Ab Frühjahr 1883 war er Student der Berliner Kunstakademie, die er bis 1888 besuchte. Zu seinen Lehrern gehörten Julius Ehrentraut, Paul Thumann, Otto Knille und Eugen Bracht. Neben dem Studium war er auch weiterhin als Dekorationsmaler tätig, der Verdienst ermöglichte ihm eine zweijährige Studienreise durch Italien und Nordafrika.
Später folgten weitere Studienreisen nach Italien, der Schweiz, den Niederlanden und nach Frankreich. Hier besuchte er in Paris die Académie Julian, um bei Jules-Joseph Lefebvre und Tony Robert-Fleury zu studieren. Von 1889 bis 1893 war er als Lehrer an der Kunstgewerbeschule Halle (Saale) und von 1893 bis 1901 an der Baugewerkschule Danzig tätig. 1896 erhielt er auf der Großen Berliner Kunstausstellung die kleine goldene Medaille und den Ehrenpreis der Stadt Berlin, 1900 eine goldene Medaille auf der Pariser Weltausstellung. 1902 wurde Maennchen dann als Professor und Leiter einer Zeichenklasse an die Kunstakademie Düsseldorf berufen. Diese Lehrtätigkeit übte er bis 1918 aus. Adolf Maennchen starb 1920 in Düsseldorf im Alter von 59 Jahren.

## Werke (Auswahl)

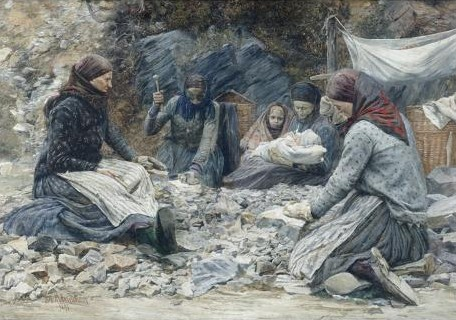
Steineklopfende Frauen, 1897, Deutsches Historisches Museum, Berlin

- Friede, 1892
- Abendfriede, 1895
- Todesstunde, 1895[2]
- Steiniger Pfad, 1896
- Steineklopfende Frauen, 1897[3]
- In trüber Zeit, 1897[4]
- Hänschens Geburtstag, 1898
- In der Kirche, 1901[5]
- Der Tag der Almosen, 1903